# Zion.T
Kim Hae-sol (né le 13 avril 1989), connu sous le nom de Zion.T (hangeul: 자이언티), est un chanteur de hip-hop et de R&B sud-coréen. Il fut signé sous THE BLACK LABEL, après avoir quitté le label Amoeba Culture.
En 2013, Zion.T sort son premier album studio Red Light. Des artistes très connus du monde de la K-pop tels que G-Dragon, Infinite H et Jonghyun ont collaboré avec le rappeur sur certaines chansons.

## Carrière
Kim Hae-sol est né le 13 avril 1989 en Corée du Sud. Il a fait ses débuts musicaux en 2011, en collaborant avec des artistes coréens hip-hop tels que Dok2, Crucial Star, Simon D, Primary et Gray, sous le nom de scène Zion.T. Son premier single "Click Me", en featuring avec Dok2, est sorti en avril 2011.
Le 9 avril 2013, le premier album studio de Zion.T Red Light sort avec la chanson-phare "Babay", en featuring avec Gaeko,. L'album a bien été reçu par la critique. Cette même année, il apparaît sur des morceaux d'Infinite H, de Dynamic Duo, Swings et G-Dragon. En décembre, il sort l'EP Mirrorball (미러볼) avec un vidéoclip pour le morceau "Miss Kim (미스 김)".
En 2014, il fait la promotion du single digital "Yanghwa BRDG", qui est devenu un hit et a contribué à son grandissant succès en tant qu'artiste en Corée. Il a également travaillé sur la bande-son du drama Pinocchio avec la chanson "Kiss Me", et a collaboré sur des chansons avec Seo In-young et The Quiett.
Le 1er février 2015, il collabore avec le chanteur sud-coréen R&B Crush sur le single "Just (그냥)". La même année, il sort les singles digitaux "Zero Gravity (무중력)", "Eat (꺼내 먹어요)" et "No Make Up (화장 지웠어)", et apparaît dans des singles de Jonghyun de SHINee, Yankie et Psy. En juillet, il participe au festival musical biennal tenu par la MBC, Infinite Challenge, qui fait grimper en flèche la vente de ses singles précédents à l'échelle nationale. Pour l'événement, Zion.T s'est allié avec Haha pour performer sous le nom d'"Eutteugeottasi (으뜨거따시)" avec la chanson "$ponsor", qui est plus tard sortie dans un album compilant les chansons interprétées lors du festival,.
En 2016, son contrat se termine avec le label hip-hop Amoeba Culture. Il signe alors chez The Black Label, un sous-label de YG Entertainment avec à sa tête Teddy Park,.

## Discographie

### Albums studio
- 2013 : Red Lights
- 2017 : OO
- 2023 : Zip

### EP
- 2018 : ZZZ

## Filmographie

### Télévision
| Année | Titre                    | Chaîne | Notes |
| ----- | ------------------------ | ------ | ----- |
| 2015  | Infinite Challenge       | MBC    |       |
| 2016  | Show Me The Money 5      | Mnet   | Juge  |
| 2016  | Live Talk Show Taxi      | TVN    |       |
| 2016  | Vocal's war: God's Voice | SBS    |       |

## Prix et nominations
| Année | Prix                        | Catégorie                     | Travail nommé                  | Résultat   |
| ----- | --------------------------- | ----------------------------- | ------------------------------ | ---------- |
| 2014  | 11e Korean Music Awards     | Best R&B and Soul album       | Red Light                      | Lauréat    |
| 2015  | 7e MelOn Music Awards       | Top 10 Artists                | NC                             | Lauréat    |
| 2015  | 7e MelOn Music Awards       | Artist of the Year            | NC                             | Nomination |
| 2015  | 17e Mnet Asian Music Awards | Best Male Artist              | NC                             | Nomination |
| 2015  | 17e Mnet Asian Music Awards | UnionPay Artist of the Year   | NC                             | Nomination |
| 2015  | 17e Mnet Asian Music Awards | Best Vocal Performance - Male | "Eat (꺼내 먹어요)" - Zion.T   | Lauréat    |
| 2015  | 17e Mnet Asian Music Awards | UnionPay Song of the Year     | "Eat (꺼내 먹어요)" - Zion.T   | Nomination |
| 2015  | 17e Mnet Asian Music Awards | UnionPay Song of the Year     | "Just (그냥)" - Zion.T x Crush | Nomination |
| 2015  | 17e Mnet Asian Music Awards | Best Collaboration & Unit     | "Just (그냥)" - Zion.T x Crush | Lauréat    |
| 2015  | Seoul Music Awards          | Bonsang                       | Zion.T                         | Lauréat    |